# 206-та піхотна дивізія (Третій Рейх)
206-та піхотна дивізія (Третій Рейх) (нім. 206. Infanterie-Division) — піхотна дивізія Вермахту за часів Другої світової війни.

## Історія
206-та піхотна дивізія була сформована 17 серпня 1939 в 1-му військовому окрузі в Інстербурзі під час 3-ї хвилі мобілізації Вермахту.

## Райони бойових дій
- Німеччина (серпень 1939);
- Польща (вересень 1939 — березень 1940);
- Німеччина (березень 1940 — червень 1941);
- СРСР (північний напрямок) (червень — серпень 1941);
- СРСР (центральний напрямок) (серпень 1941 — липень 1944).

## Командування

### Командири
- генерал-майор, з 1 липня 1941 генерал-лейтенант Гуго Гефль (нім. Hugo Höfl) (17 серпня 1939 — 10 липня 1942);
- оберст, з 1 серпня 1942 генерал-майор, з 1 березня 1943 генерал-лейтенант Альфонс Гіттер (нім. Alfons Hitter) (10 липня 1942 — 13 липня 1943);
- оберст Карл Андре (нім. Carl André) (13 липня — 14 вересня 1943), ТВО;
- генерал-лейтенант Альфонс Гіттер (14 вересня 1943 — 28 червня 1944)[1].

## Нагороджені дивізії
Нагороджені дивізії
Нагороджені Сертифікатом Пошани Головнокомандувача Сухопутних військ для військових формувань Вермахту за збитий літак противника
- 16 травня 1942 — 12-та батарея 206-го артилерійського полку за дії 20 лютого 1942 (116);
- 19 червня 1942 — 13-та рота 413-го піхотного полку за дії 7 квітня 1942 (158);
- 11 лютого 1943 — 7-ма рота 413-го гренадерського полку за дії 28 жовтня 1942 (315).

|  | Кавалери Золотого Німецького Хреста                                                                        | 77                                                      |
|  | Кавалери Срібного Німецького Хреста                                                                        | 1                                                       |
|  | Кавалери Лицарського хреста Залізного хреста з Дубовим листям                                              | 1 (№ 488 генерал-лейтенант Альфонс Гіттер — 04.06.1944) |
|  | Кавалери Лицарського хреста Залізного хреста                                                               | 5                                                       |
|  | Кавалери Почесної відзнаки Сухопутних військ «Почесна застібка на орденську стрічку для Сухопутних військ» | 13                                                      |

- Нагороджені Сертифікатом Пошани Головнокомандувача Сухопутних військ (3)
- Нагороджені Сертифікатом Пошани Головнокомандувача Сухопутних військ за збитий літак противника (5)